# Mingaladon
Mingaladon – miejscowość w Mjanmie, niedaleko stolicy kraju, Rangunu. Zlokalizowany jest tu międzynarodowy port lotniczy.